# Kazimir Drašlar
Kazimir "Mikec" Drašlar, slovenski biolog, zoofiziolog, alpinist * 21. april 1941, Ljubljana.

## Življenje in delo
Diplomiral je 1965, magistriral 1972 in doktoriral 1977 na ljubljanski Biotehniški fakulteti. S štipendijo danske vlade se je strokovno izpopolnjeval v Københavnu. Leta 1969 se je zaposlil na biološkem oddelku Biotehniške fakultete, kjer je leta 1987 postal predstojnik katedre za fiziologijo živali, med letoma 2009 in 2010 pa je bil tudi predstojnik oddelka.
V raziskovalnem delu se je posvetil raziskavam čutilnih dlak pri žuželkah ter uvedel vrstično elektronsko mikroskopijo v biološke raziskave v Sloveniji. Bil je aktiven alpinist in se je udeležil odprav na Spitsberge, Hindukuš ter odprave JAHO III v Himalajo, pa tudi jamar in lokostrelec.